# Biały welon
Biały welon (hiszp. Velo de novia) – meksykańska telenowela z 2003 roku.

## Wersja polska
W Polsce telenowela była emitowana przez telewizję TVN oraz TVN Siedem. Opracowaniem wersji polskiej dla TVN zajęło się ITI Film Studio. Autorem tekstu była Karolina Władyka. Lektorem serialu był Jacek Brzostyński.

## Fabuła
Jose Manuel Del Alamo jest zaręczony z Raquelą. Niestety, kobieta jest dwulicowa i nieszczera, ma kochanka. Za to Jose Manuel jest wyjątkowo dobrym i szlachetnym mężczyzną. Przed samym ślubem zdaje sobie sprawę, że tak naprawdę nigdy nie kochał Raqueli, bo jest zakochany w Angeles. Zazdrosna Raquela powoduje wypadek, w którym ginie Angeles.
Angeles za życia zgodziła się, żeby jej narządy zostały oddane. Ratuje w ten sposób życie młodej Andrei. Andrea jest biedną szwaczką, która marzy o tym, aby w przyszłości zostać wielką projektantką mody. Pracuje w fabryce konfekcyjnej należącej do bogatej rodziny Villasenor. Od dawna cierpiała na nieuleczalną chorobę serca i ciągle bała się, że może umrzeć. Jose Manuel i Andrea wpadają na siebie i to jest początek ich wielkiej miłości. Jednak Raquela nie odpuści. Na szczęście duch Angeles będzie czuwał nad młodymi.

## Obsada
- Susana González jako Andrea Paz
- Eduardo Santamarina jako José Manuel del Alamo/Jorge Robleto
- Marlene Favela jako Angeles
- Elizabeth Alvarez jako Dulce Maria Salazar
- Blanca Guerra jako Ricarda del Alamo
- Carmen Salinas jako Malvina Gonzales
- Lilia Aragón jako Henriquetta del Moral
- Hugo Aceves jako Chato
- Cynthia Klitbo jako Raquela Villaseñor
- Rebeca Mankita jako Yara
- Latin Lover jako Latin
- Alan jako Isaac
- Hugo Macías Macotela jako Don Filiberto Castell
- Joemy Blanco jako Claudia
- Ana Valeria
- Vica Andrade